# 茅坦乡
茅坦乡是安徽省池州市贵池区曾经下辖的一个乡，驻地在池州城区东方29公里的茅坦村。杜村宗祠位于境内。茅坦乡已于2007年撤销，辖区划归墩上街道办事处。

## 历史
民国34年（1945年）设立贵池县东湖乡。1951年改名为茅坦乡。1958年9月，贵池县推行人民公社化运动，茅坦乡并入观前公社。1961年复建茅坦公社。1984年贵池县废人民公社体制，开始设区建乡体制改革，茅坦公社更名为茅坦乡，属于观前区。2007年2月，茅坦乡撤销，并入墩上街道。

## 地理
茅坦乡位于贵池区最东部，东依铜陵市大通镇、青阳县新河镇，南邻墩上镇，西接观前镇，北临梅龙镇。南部是山区，中部为丘陵区；北部是安徽省十八索自然保护区，为沿河圩区，常受洪涝灾害。
茅坦乡属于亚热带季风气候。2000年，有耕地13000亩，盛产水稻、小麦、油菜等农作物；森林面积4.14万亩，森林覆盖率53%。

## 行政区划
茅坦乡下辖以下地区：
茅坦村 、汀洲村 、山湖村、香山村、步岭村、钱龙村、塔山村和高岭村。